# Mormonia zelica
Mormonia zelica là một loài bướm đêm trong họ Noctuidae.